# José Torres Bugallón
José Torres Bugallón y Gonzales (Salasa, 28 de agosto de 1873-4 de febrero de 1899) fue  un oficial de las Fuerzas Armadas de Filipinas que luchó en la Guerra Filipino-Americana. Se le conoce como el héroe de la batalla de La Loma donde encontró la muerte.

## Biografía
Hijo de José Asas Bugallón, natural de  Baliuag en Bulacán. La familia de su madre, los Gonzales, eran oriundos de Pangasinán.
En 1896, tras sus estudios como pensionado en la Academia de Infantería de Toledo  obtiene  el grado de subteniente del ejército español, siendo destinado al Regimiento de Infantería 70, de guarnición en Filipinas.
Cuando estalló la revolución filipina él y su regimiento intervinieron en Cavite y Batangas.
Por su valentía en la batalla de Talisay librada el 30 de mayo de 1897 se le concedió la Cruz de María Cristina y la Cruz Roja del Mérito Militar.
El 23 de enero de 1899 se produce la ocupación estadounidense de Manila. Antonio Luna fue nombrado jefe del ejército filipino y tras darse cuenta de posible hostilidad estadounidense, comenzó a reorganizar las fuerzas revolucionarias filipinas, reclutando a muchos oficiales y soldados del antiguo ejército colonial español, uno de los cuales era Bugallón, que al parecer ya tenía el rango de Mayor.

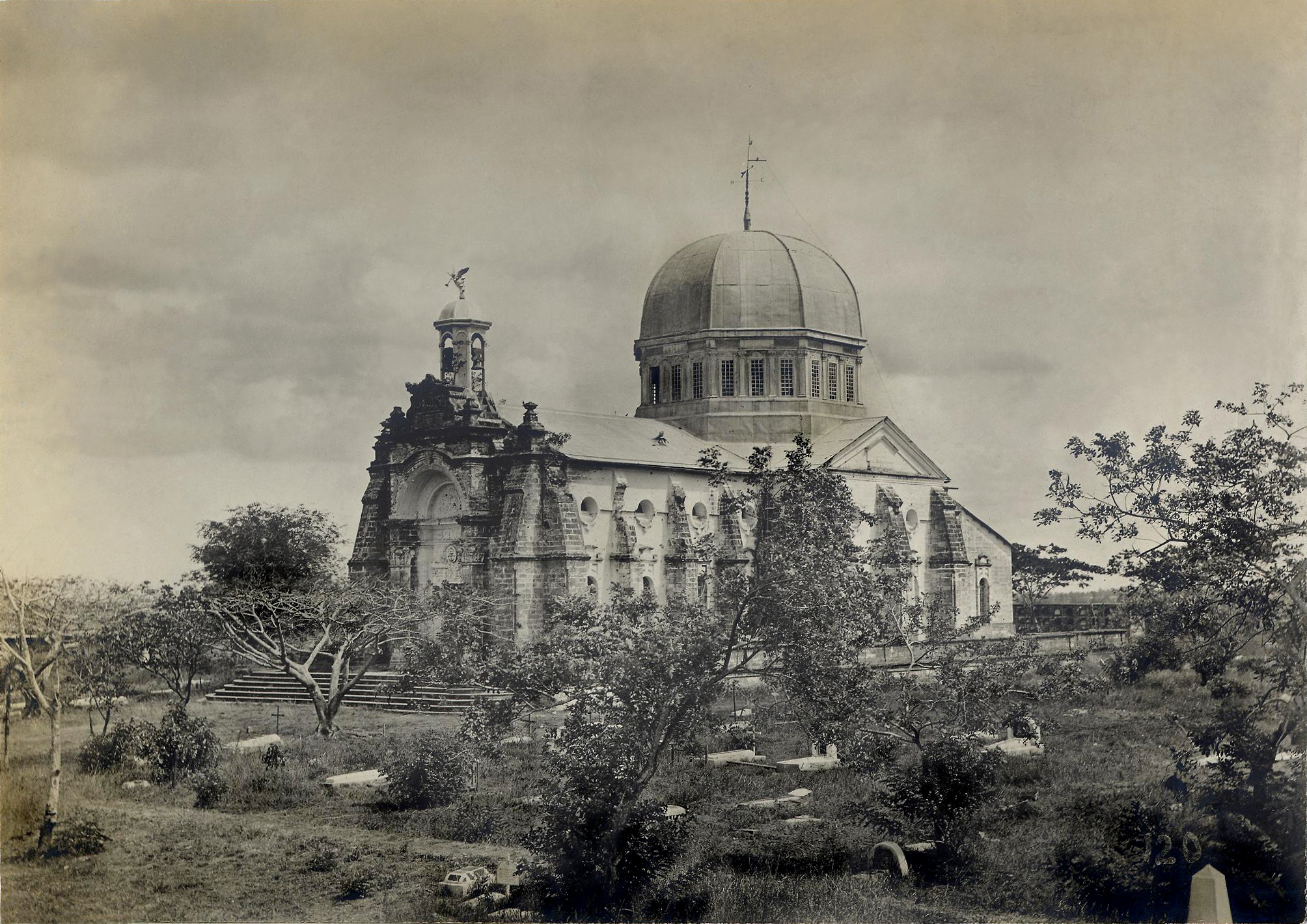
Cementerio de La Loma, en Manila (1900), utilizado como una fortaleza por los filipinos, bombardeada por Dewey.

Como ayudante de campo del Luna, Bugallon fue responsable de la contratación de los veteranos de guerra españoles, participando  como miembro del cuerpo docente de la Academia Militar creada por Luna en Malolos en octubre de 1898.
El 4 de febrero de 1899 estalla la Guerra Filipino-Americana.
Al día siguiente, 5 de febrero, los vio en colina de La Loma, donde hoy se encuentra el cementerio del mismo nombre, entre Manila y Caloocan.
Bugallón estaba con Luna en La Loma, cuando se enfrentaron a las tropas estadounidenses del  Arthur MacArthur, Bugallon fue herido en la pierna por una bala enemiga.